# Wojewódzki konserwator zabytków

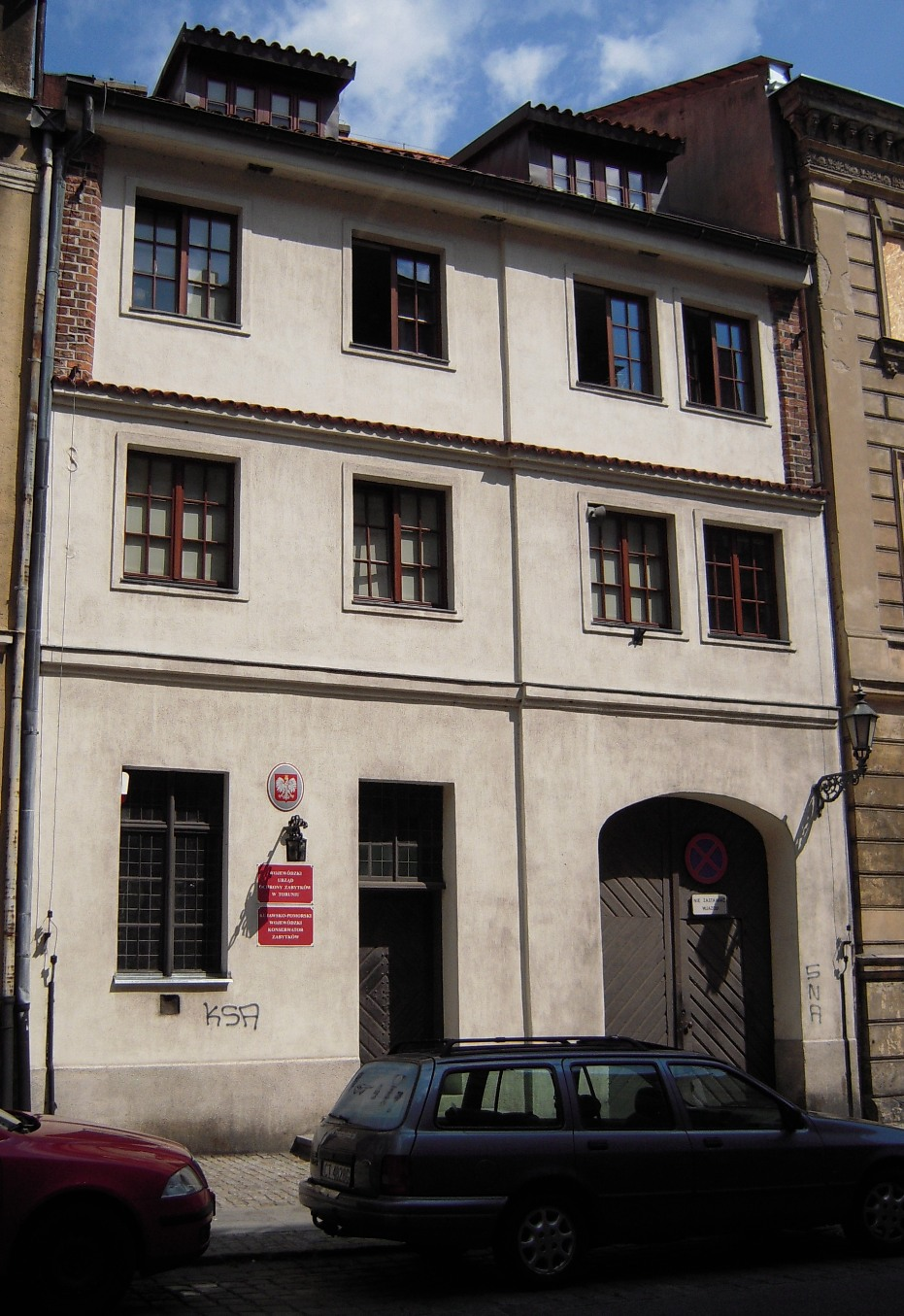
Siedziba wojewódzkiego konserwatora zabytków w Toruniu

Wojewódzki konserwator zabytków – organ administracji rządowej zespolonej kierujący wojewódzkim urzędem ochrony zabytków, wykonując zadania z zakresu ochrony dóbr kultury wynikających z obowiązujących przepisów ustawy o ochronie zabytków i opiece nad zabytkami, ustaw normujących funkcjonowanie gospodarki, administracji publicznej, samorządu, a także innych ustaw resortowych uwzględniających kompetencje wojewódzkiego konserwatora zabytków.

## Zadania
Do zadań wojewódzkiego konserwatora zabytków należy w szczególności:
- realizacja zadań wynikających z krajowego programu ochrony zabytków i opieki nad zabytkami
- sporządzanie w ramach przyznanych środków budżetowych, planów finansowania ochrony zabytków i opieki nad zabytkami
- prowadzenie rejestru i wojewódzkiej ewidencji zabytków oraz gromadzenie dokumentacji w tym zakresie
- przygotowanie projektów decyzji o wpisie do rejestru zabytków
- wydawanie, zgodnie z właściwością, decyzji, postanowień i zaświadczeń w sprawach określonych w ustawie oraz w przepisach odrębnych
- sprawowanie nadzoru nad prawidłowością prowadzonych badań konserwatorskich, architektonicznych, prac konserwatorskich, restauratorskich, robót budowlanych i innych działań przy zabytkach oraz badań archeologicznych
- opiniowanie studiów uwarunkowań i kierunków zagospodarowania przestrzennego gmin oraz projektów nowych inwestycji w strefach ochrony konserwatorskiej
- opiniowanie i uzgadnianie miejscowych planów zagospodarowania przestrzennego
- organizowanie i prowadzenie kontroli w zakresie ochrony zabytków i opieki nad zabytkami
- opracowywanie wojewódzkich planów ochrony zabytków na wypadek konfliktu zbrojnego i sytuacji kryzysowych oraz koordynacja działań przy realizacji tych planów
- upowszechnianie wiedzy o zabytkach
- współpraca z innymi organami administracji publicznej w sprawach ochrony zabytków
- decydowanie w sprawach osobowych i płacowych pracowników wojewódzkiego urzędu ochrony zabytków i jego delegatur
- nadzorowanie przestrzegania dyscypliny pracy w wojewódzkim urzędzie ochrony zabytków
- upoważnianie kierowników delegatur urzędu do prowadzenia i załatwiania spraw, w tym do wydawania decyzji administracyjnych – z wyłączeniem decyzji o wpisie do rejestru zabytków, decyzji wyrażającej zgodę na zbycie obiektów stanowiących własność Skarbu Państwa lub jednostki samorządu terytorialnego wpisanych do rejestru zabytków (art. 13 ust. 4 ustawy o gospodarce nieruchomościami[2])
- udzielanie pełnomocnictw do prowadzenia spraw w przypadkach uzasadnionych szczególnymi potrzebami ochrony zabytków i opieki nad zabytkami.